# Jojo Miles
Pour les articles homonymes, voir Miles.
Jojo Miles est un boxeur ghanéen.

## Carrière
Jojo Miles remporte la médaille d'or dans la catégorie des poids mi-lourds aux championnats d'Afrique de boxe amateur 1962 au Caire.
Il est ensuite médaillé d'argent dans la même catégorie aux Jeux de l'Empire britannique et du Commonwealth de 1962 à Perth, s'inclinant en finale face à l'Australien Tony Madigan.
Il dispute un combat d'exhibition avec Mohamed Ali à l'été 1964 à Kumasi.
Le 4 mars 1969, il est sacré champion du Ghana dans la catégorie des poids lourds en battant Ekow Kranie en 8 rounds. Il conserve son titre lors de son combat contre Joe Pobee en juin 1969.